# Andra Neiburga
Andra Neiburga (16. ledna 1957, Riga – 2. března 2019, Riga) byla lotyšská spisovatelka, výtvarnice a překladatelka. Psala především novely, povídky a dětské knihy.

## Život
Andra Neiburga se narodila 16. ledna 1957 v Rize. Studovala na 5. Rižské střední škole (1964–1973), absolvovala Střední uměleckoprůmyslovou školu v Rize (1977) a katedru průmyslového umění na Lotyšské akademii umění (1986). Od roku 1986 vytvářela design časopisu Avots, na začátku 90. let byla výtvarnicí v časopisu Karogs.
První literární publikací byla povídka Spīdēja saule (Svítilo slunce) v roce 1985. Později byla zahrnuta spolu s dalšími dřívějšími povídkami do sbírky Izbāzti putni un putni būros (Vycpaní ptáci a ptáci v klecích (1988), která vyšla v nákladu 20 000 výtisků a díky níž se Neiburga stala jednou z předních spisovatelek nové generace. Od roku 1987 až do roku 1989 byla vedoucí Rižského sdružení mladých spisovatelů. Členka Svazu spisovatelů od roku 1989.
Nejvýznamnějším překladem Andry Neiburgy je novela Michaila Bulgakova Psí srdce, která v roce 1988 vyšla na pokračování v časopise Avots. V roce 2008 byl tento překlad zdramatizován a uveden v Uměleckém divadle v Rize (Dailes teātris, režisérka Laura Groza).
V roce 1991 vyšla dětská kniha Stāsts par Tilli un Suņu vīru (Příběh Tilli a Psího muže), dojemná novela o životě prostých lidí na předměstí Rigy. V roce 1993 dílo obdrželo lotyšskou dětskou literární cenu Pastariņa prēmija. V roce 1996 bylo v divadle Dailes teātris uvedeno představení pro děti Tille un suņu vīrs (Tille a psí muž) jakožto diplomová práce hereckého kurzu Lotyšské akademie kultury (režie Arnolds Liniņš a Aina Matīsa). V roce 2002 byla povídka nastudována a nahrána v Lotyšském rozhlase, zároveň byla zfilmována. Následovalo další vydání knihy ve vydavatelství Zvaigzne ABC. V roce 2003 kniha získala cenu agentury AKKA/LAA za mnohostranné využití díla.
V roce 1993 se Andra Neiburga zabývala správou rodinných nemovitostí. V 90. letech i na začátku 21. století publikovala sloupky v novinách Diena. Podílela se na tvorbě divadelních představení: adaptovala text Arthura Schnitzlera pro divadelní hru Rondo v divadle Jaunais Rīgas teātris (2000, režie Baņuta Rubess), přeložila hru Oscara Wilda Ideální manžel (2002, Liepājas teātris, režie B. Rubess), dramatizovala román S. Oksaneny Attīrīšanās (Očista) Muša (Jaunais Rīgas teātris, 2012, režie Inese Mičule).
V roce 2004 vyšla druhá sbírka povídek Stum, stum (Tlač, tlač), která získala výroční kulturní cenu časopisu Diena a byla také nominována na Výroční literární cenu. V roce 2012 bylo pět povídek ze sbírky použito v představení Stum, stum (Jaunais Rīgas teātris, režie Ģirts Ēcis. Na začátku roku 2004 byla sbírka Stum, stum vybrána jako jedna ze 100 nejoblíbenějších knih lotyšských čtenářů všech dob, umístila se na 94. místě.
V roce 2017 – u příležitosti 60. narozenin spisovatelky – byla sbírka povídek Stum, stum znovu vydána. 27. ledna se v Rize konala konference věnovaná jejímu dílu pod názvem Andra Neiburga: jazyk, rod, vyprávění, zobrazení.
Její dcerou je umělkyně Katrīna Neiburga, syn Aleksandrs Breže (otec Andris Breže, umělec a básník).

## Dílo

### Knihy
- Izbāzti putni un putni būros (Vycpaní ptáci a ptáci v klecích) (povídky). Riga: Liesma, 1988.
- Stāsts par Tilli un Suņu vīru (Povídka o Tilli a Psím muži (příběh pro děti). Riga: Balta, 1991.
- Stum, stum (Tlač, tlač) (povídky). Riga: Walters a Rapa, 2004.

### Překlady do češtiny
Dvě povídky Andry Neiburgy ze sbírky Stum, stum – Tlač, jen tlač (Stum, stum) a Provinční Eurydika (Provinces Euridīče) – byly zařazeny do antologie Krajinou samoty, která vyšla v roce 2006 v nakladatelství One Woman Press. Obě povídky přeložila Denisa Šelelyová. Autorka knihu osobně představila na veletrhu Svět knihy Praha v roce 2006, kde bylo Lotyšsko hlavním hostem.